# Хенри III Бели
Хенри III Бели (пољски: Henryk III Biały) (око 1227/1230 – 3. децембар 1266), члан Шлеских Пјастова, био је војвода Шлеске у Вроцлаву од 1248. године до смрти, као владар заједно са својим братом Владиславом.

## Живот
Хенри је био трећи син пољског војводе Хенрија II Побожног и његове супруге принцезе Ане, ћерке Премисловићевог краља Отокара I од Бохемије. Након херојске смрти свог оца у бици код Легнице 9. априла 1241. године, Хенри III је још увек био малолетан и нашао се под старатељством мајке заједно са својом млађом браћом - Конрадом и Владиславом.
1242. године се догодила изненадна смрт његовог брата Мјешка, па је Хенри постављен на друго место одмах после његовог најстаријег брата Болеслава II Ћелавог. Од тада је постао вођа политичке опозиције у Доњој Шлезији, усмереној против владе Болеслава II.

### Војвода од Вроцлава
Први пут се Хенри III појављује као одрасла особа тек 1247. године; међутим, Болеслав II није имао намеру да са њим дели власт. Тек након побуне своје браће мења мишљење. Хенри III је постављен за владара заједно са својим старијим братом. Сарадња између браће није била баш добра и годину дана касније, под притиском Хенрија III, одлучили су да изврше поделу округа Легница — Глогов — Лубуш и Вроцлав. Болеслав, као старији брат, имао је прилику да изабере свој округ; одлучио се за Легницу, јер је злато претходно било откривено у рекама Качава и Вјежбјак .
Болеслав II се надао да ће Хенри III наићи на озбиљне потешкоће са Вроцлавом (који је добио приликом поделе), тако да ће се на крају Војводство вратити њему. Међутим, очекивања се никада нису остварила. Хенри III је имао ауторитет и готово одмах је могао да наметне своју вољу моћном племству. Додатна тачка споразума се тицала обавезе пружања гостопримства млађој браћи, Конраду и Владиславу, који су били предодређени за духовну каријеру. Успешни покушаји Хенрија III да натера Владислава да уђе у Цркву били су у потпуној супротности са односима између Болеслава и Конрада. Између њих је било неколико спорова, који кулминирају када је Конрад затражио свој округ и одбио да постане свештеник. Било је само питање врем на када ће почети сукоб између Хенрија III (који је подржавао Конрада) и Болеслава II.
Болеслав II је, без средстава, почео да се плаши могућности оружаног сукоба са својом браћом. Да би добио потребне ресурсе за вођење рата, одлучио је да прода половину Лубуша надбискупу Магдебурга. На његову несрећу, Хенри III је такође почео да тражи савезника у владарима Мајсена. Поражен, Болеслав II је био приморан да преда округ Глогов, пошто је Конрад желео да спроведе интервенцију Хенрија III над Легницом 1250. године. Када се Конрад одлучио на отмицу Болеслава II, чак је и за владара Вроцлава то било превише. Тек 1253. године, када је ауторитет Болеслава II потпуно нестао, Хенри III му је помогао да се врати у своје војводство.

### Савез са Бохемијом и рат против великопољских војвода
Између 1250-их и 1260-их, Хенри III је постао најмоћнији пјастовски војвода Доње Шлеске. Стога није изненађујуће што је био активан у међународној политици. Хенри III је склопио савезе са својим рођацима, војводама од Ополе и Глогова, и са краљевима Бохемије, Вацлавом I и Отокаром II (у годинама 1251, 1252, 1259, 1261. Хенри III је био на краљевском двору у Прагу ). Међутим, сарадња није дала очекиване резултате. Након што је Бохемија одлучила да се умеша у Рат за Бабенбершко наслеђе око Аустрије уз подршку Енглеза, Хенри III је одлучио да потврди свој савез са њима и одбацио је свој споразум са владарима Велике Пољске, Пшемислом I и Болеславом Побожним и династијом Арпадова. Одлучили су да казне Хенрија III, и током 1253 и 1254. године Вроцлавско војводство је било опседнуто и пљачкано. Покушаји да се изнуде уступци, било уценом (као што је био случај 1256. године, када су синови Хенрија II Побожног прихватили интервенцију папске курије, али да би повратили део онога што је изгубио Болеслав Побожни) или подмићивањем (размена Данкова 1262. године, коју је Хенри III обећао Болеславу Побожном и Болеславу V Чедном ако пређу на боемску страну), нису довели до резултата.

### Унутрашња политика и односи са племством
У унутрашњој политици, Хенри III је стајао на стражи да брани прерогативе династије Пјаст. Имао је активну подршку цркве, зато што је Хенри III подржавао вроцлавског бискупа Тому против Болеслава II у њиховим споровима. Ова посебна политика није се допадала вроцлавском племству; до 1266. године избило је неколико нереда међу племићима и витезовима, што је допринело прераној смрти војводе.
Још једна карактеристика владавине Хенрија III је била немачка колонизација Доње Шлеске, која је значајно допринела расту и просперитету његовог војводства. У то време основано је много градова, а на Тумском острву у Вроцлаву је изграђен велики замак. Хенри III је такође издашно подржавао уметнике на свом двору. У 13. веку, немачки је био језик политике.

### Устанак из 1266. године
Диктаторска унутрашња политика Хенрија III довела је до побуне грађана. Изговор се појавио средином 1266. године када се догодило наметање поделе Вроцлавског војводства између Хенрија III и његовог брата, надбискупа Владислава од Салцбурга. Владислав није био на челу устанка и то га је потпуно изненадило. Његово порекло је свакако међу племством.
Пољски историчар Јежи Муларчик је изнео став о две особе које су биле могуће вође устанка: први је вроцлавски бискуп Томаша, који је, искористивши очигледну слабост Хенрија III, покушао да ојача положај цркве; али након што је видео како је војвода концентрисао сву моћ у своје руке и лишио племство привилегија, страховао је да се то дешава и са црквеном хијерархијом, што свакако није дозволио.
Други могући вођа био је Болеслав II Ћелави, који се надао, у случају евентуалне поделе Вроцлавског војводства и очекиване смрти Владислава без наследника (зато што је следио духовну каријеру) да ће повратити најмање једну трећину Вроцлава (преостале две трећине би задржали Хенри III, његов други брат Конрад и њихови потомци) за себе или његове наследнике. Зближавање између бискупа Томаса и Болеслава II доказано је документом у којем је војвода од Легнице назвао бискупа Томаса својим „compater noster“, што је необичан начин да се означи неко ко је претпостављао блиску везу између њих. Ипак, треба истаћи да није било директних доказа за ову теорију. О устанку средином 1266. године мало се зна, али је пропао. Војводство није било подељено.

### Смрт
Хенри III није стигао да прослави свој успех, јер је само неколико месеци касније изненада преминуо са само тридесет девет година. Као што је уобичајено у таквим ситуацијама, убрзо су почеле гласине о тровању. То се огледа у Пољској Кроници коју је написао цистернијански монах Енгелберт у периоду око 1283. и 1285. године.
Извор неприродних околности његове смрти сугерише да су шлеске војводе можда ковале заверу против њега, и та претпоставка није неоснована. То су доказали последњи месеци живота Хенрија III, јер је све то време провео борећи се против унутрашњег противљења својој владавини. Несумњиво је да је постојала велика група људи погођених војводином казном након завршетка побуне која је на крају одлучила да га елиминише са сцене.
Поред Пољске Кронике, чак је и на његовом надгробном споменмику исписана мистериозна смрт. Одатле ће ове информације примити Хроника Шлеских војвода и Генеалогија и живот Свете Јадвиге до Јана Длугоша .
Година смрти Хенрија III је апсолутно сигурна, што потврђују сви документарни и усмени извори тог времена. Међутим, постоје неслагања око тачног датума. 3. децембар је потврђен као најбољи, мада постоје и извори који датирају се позивају на 1. децембар, 5. децембар и 29. новембар. Хенри III је сахрањен у цркви Кларе у Вроцлаву, која је још увек била у фази изградње.